# Curling-Weltmeisterschaft der Damen 2015
Die Zen-Noh Curling-Weltmeisterschaft der Damen 2015 fand vom 14. bis 22. März 2015 in der japanischen Stadt Sapporo statt. Austragungsort war die Tsukisamu-Sporthalle. Das Turnier gewann das Curling-Team aus der Schweiz.

## Qualifikation
Die folgenden Nationen qualifizierten sich für eine Teilnahme an den Curling-Weltmeisterschaften der Damen 2015:
- Japan (ausrichtende Nation)
- zwei Teams aus der Amerika-Zone
  -  Vereinigte Staaten
  -  Kanada
- die acht besten Teams der Curling-Europameisterschaft 2014
  -  Dänemark
  -  Deutschland
  -  Finnland
  -  Norwegen
  -  Russland
  -  Schottland
  -  Schweden
  -  Schweiz
- das siegreiche Team der  Curling-Pazifik-Asienmeisterschaft 2014
  -  Volksrepublik China

## Teams
| Volksrepublik China | Dänemark | Deutschland |
| --- | --- | --- |
| Heilongjiang CC, Harbin Skip: Liu Sijia Third: Liu Jinli Second: Jiang Yilun Lead: Wang Rui Ersatz: Yu Xinna                                   | Hvidovre CC, Hvidovre Skip: Lene Nielsen Third: Jeanne Ellegaard Second: Stephanie Risdal Nielsen Lead: Charlotte Clemmensen Ersatz: Isabella Clemmensen | CC Füssen, Füssen Skip: Daniela Driendl Third: Analena Jentsch Second: Stella Heiß Lead: Marika Trettin Ersatz: Pia-Lisa Schöll       |
| Finnland | Japan | Norwegen |
| Åland Curling, Eckerö Skip: Sanna Puustinen Third: Heidi Hossi Second: Oona Kauste Lead: Marjo Hippi Ersatz: Maija Salmiovirta                 | Sapporo CC, Sapporo Skip: Ayumi Onodera Third: Sayaka Yoshimura Second: Kaho Onodera Lead: Anna Ōmiya Ersatz: Rina Ida                                   | Oppdal CK, Oppdal Skip: Kristin Skaslien Third: Anne Skarsmoen Second: Julie Kjær Molnar Lead: Kristine Davanger Ersatz: Pia Trulsen  |
| Kanada | Russland | Schottland |
| St. Vital CC, Winnipeg Skip: Jennifer Jones Third: Kaitlyn Lawes Second: Jill Officer Lead: Dawn Askin Ersatz: Jennifer Clark-Rouire           | Moskvitch CC, Moskau Skip: Anna Sidorowa Third: Margarita Fomina Second: Alexandra Saitowa Lead: Jekaterina Galkina Ersatz: Nkeiruka Jesech              | Dunkeld CC, Pitlochry Skip: Eve Muirhead Third: Anna Sloan Second: Vicki Adams Lead: Sarah Reid Ersatz: Lauren Gray                   |
| Schweden | Schweiz | Vereinigte Staaten |
| Skellefteå CK, Skellefteå Fourth: Maria Prytz Third: Christina Bertrup Second: Sara McManus Skip: Margaretha Sigfridsson Ersatz: Sofia Mabergs | CC Baden Regio, Baden Skip: Alina Pätz Third: Nadine Lehmann Second: Marisa Winkelhausen Lead: Nicole Schwägli Ersatz: Carole Howald                     | Four Seasons CC, Blaine Skip: Aileen Sormunen Third: Monica Walker Second: Tara Peterson Lead: Vicky Persinger Ersatz: Becca Hamilton |

## Round Robin Endstand
| Schlüssel | Schlüssel                     |
| --------- | ----------------------------- |
|           | Qualifiziert für die Playoffs |
|           | Qualifiziert zum Tiebreaker   |

| Rang | Team                | Skip                   | W  | L  | PF | PA | Ends Gewonnen | Ends Verloren | Punktlose Ends | Gestohlene Ends | Treffer % |
| ---- | ------------------- | ---------------------- | -- | -- | -- | -- | ------------- | ------------- | -------------- | --------------- | --------- |
| 1    | Schweiz             | Alina Pätz             | 10 | 1  | 76 | 55 | 47            | 43            | 16             | 10              | 77 %      |
| 2    | Kanada              | Jennifer Jones         | 9  | 2  | 86 | 53 | 53            | 39            | 8              | 16              | 79 %      |
| 3    | Russland            | Anna Sidorowa          | 8  | 3  | 83 | 47 | 49            | 32            | 8              | 17              | 81 %      |
| 4    | Schottland          | Eve Muirhead           | 7  | 4  | 80 | 67 | 46            | 45            | 11             | 10              | 79 %      |
| 5    | Volksrepublik China | Liu Sijia              | 7  | 4  | 70 | 68 | 43            | 42            | 16             | 10              | 77 %      |
| 6    | Japan               | Ayumi Onodera          | 6  | 5  | 67 | 66 | 43            | 46            | 14             | 10              | 75 %      |
| 7    | Schweden            | Margaretha Sigfridsson | 5  | 6  | 74 | 68 | 47            | 45            | 11             | 13              | 80 %      |
| 8    | Dänemark            | Lene Nielsen           | 4  | 7  | 63 | 75 | 42            | 46            | 7              | 8               | 73 %      |
| 9    | Deutschland         | Daniela Driendl        | 4  | 7  | 60 | 74 | 41            | 54            | 12             | 6               | 74 %      |
| 10   | Vereinigte Staaten  | Aileen Sormunen        | 3  | 8  | 53 | 81 | 41            | 44            | 14             | 14              | 74 %      |
| 11   | Finnland            | Sanna Puustinen        | 2  | 9  | 61 | 83 | 40            | 46            | 8              | 9               | 69 %      |
| 12   | Norwegen            | Kristin Skaslien       | 1  | 10 | 48 | 86 | 36            | 44            | 9              | 5               | 68 %      |

## Tiebreaker
Freitag, 20. März, 09.00 Uhr
| Team                |    | 1 | 2 | 3 | 4 | 5 | 6 | 7 | 8 | 9 | 10 | Gesamt |
| ------------------- | -- | - | - | - | - | - | - | - | - | - | -- | ------ |
| Volksrepublik China | 🔨 | 1 | 0 | 0 | 0 | 1 | 1 | 0 | 1 | 0 | X  | 4      |
| Schottland          |    | 0 | 1 | 1 | 1 | 0 | 0 | 3 | 0 | 3 | X  | 9      |

## Playoffs
|  | Page-Playoffs | Page-Playoffs | Page-Playoffs |   |          | Halbfinale | Halbfinale | Halbfinale |        |   | Finale  | Finale | Finale |
|  |               |               |               |   |          |            |            |            |        |   |         |        |        |
|  | 1             | Schweiz       | 6             |   |          |            |            |            |        |   |         |        |        |
|  | 2             | Kanada        | 4             |   |          |            |            |            |        | 1 | Schweiz | 5      |        |
|  | 2             | Kanada        | 4             | 2 | Kanada   | 7          |            |            |        | 1 | Schweiz | 5      |        |
|  |               |               |               | 2 | Kanada   | 7          |            | 2          | Kanada | 3 |         |        |        |
|  |               | 3             | Russland      | 4 |          |            |            | 2          | Kanada | 3 |         |        |        |
|  | 3             | 3             | Russland      | 4 | Russland | 7          |            |            |        |   |         |        |        |
|  | 3             |               |               |   | Russland | 7          |            |            |        |   |         |        |        |
|  | 4             | Schottland    | 2             |   |          |            |            |            |        |   |         |        |        |

### 3. gegen 4.
Freitag, 20. März, 19:00
| Team       |    | 1 | 2 | 3 | 4 | 5 | 6 | 7 | 8 | 9 | 10 | Gesamt |
| ---------- | -- | - | - | - | - | - | - | - | - | - | -- | ------ |
| Russland   | 🔨 | 0 | 0 | 1 | 0 | 1 | 1 | 0 | 2 | 2 | X  | 7      |
| Schottland |    | 0 | 0 | 0 | 1 | 0 | 0 | 1 | 0 | 0 | X  | 2      |

### 1. gegen 2.
Samstag, 21. März, 09.00 Uhr
| Team    |    | 1 | 2 | 3 | 4 | 5 | 6 | 7 | 8 | 9 | 10 | Gesamt |
| ------- | -- | - | - | - | - | - | - | - | - | - | -- | ------ |
| Schweiz | 🔨 | 2 | 0 | 0 | 1 | 0 | 1 | 0 | 0 | 2 | X  | 6      |
| Kanada  |    | 0 | 0 | 1 | 0 | 1 | 0 | 1 | 1 | 0 | X  | 4      |

### Halbfinale
Samstag, 21. März, 17:00
| Team     |    | 1 | 2 | 3 | 4 | 5 | 6 | 7 | 8 | 9 | 10 | Gesamt |
| -------- | -- | - | - | - | - | - | - | - | - | - | -- | ------ |
| Kanada   | 🔨 | 2 | 1 | 0 | 2 | 0 | 0 | 1 | 1 | 0 | X  | 7      |
| Russland |    | 0 | 0 | 1 | 0 | 0 | 2 | 0 | 0 | 1 | X  | 4      |

### Spiel um Platz 3
Sonntag, 22. März, 09.00 Uhr
| Team       |    | 1 | 2 | 3 | 4 | 5 | 6 | 7 | 8 | 9 | 10 | Gesamt |
| ---------- | -- | - | - | - | - | - | - | - | - | - | -- | ------ |
| Russland   | 🔨 | 5 | 0 | 1 | 1 | 3 | 0 | 3 | 0 | X | X  | 13     |
| Schottland |    | 0 | 1 | 0 | 0 | 0 | 2 | 0 | 1 | X | X  | 4      |

### Finale
Sonntag, 22. März, 15:00
| Team    |    | 1 | 2 | 3 | 4 | 5 | 6 | 7 | 8 | 9 | 10 | Gesamt |
| ------- | -- | - | - | - | - | - | - | - | - | - | -- | ------ |
| Schweiz | 🔨 | 0 | 1 | 1 | 0 | 0 | 2 | 0 | 0 | 0 | 1  | 5      |
| Kanada  |    | 0 | 0 | 0 | 0 | 0 | 0 | 2 | 0 | 1 | 0  | 3      |